# Парке Перейра
«Парке Перейра» — многофункциональный стадион, располагавшийся в Монтевидео. Он был предназначен преимущественно для игр футбольных команд и стал главной соревновательной ареной на чемпионате Южной Америки по футболу 1917 года. Стадион, являющийся одним из первых в Южной Америке, вмещал до 40 тысяч человек и был расположен недалеко от современного стадиона «Сентенарио».

## История
«Парке Перейра» был построен по указанию Национальной комиссии физического воспитания Уругвая. Первым футбольным матчем, который был сыгран на этом стадионе 28 октября 1917 года, стало уругвайское «классико» «Пеньяроль» — «Насьональ». При аудитории в 20 тысяч зрителей победу со счётом 4:2 одержал «Насьональ».
Рекорд посещаемости стадиона был установлен в день последней игры чемпионата Южной Америки по футболу 1917 года, которую посетили 40 тысяч зрителей. Обыграв в решающем матче сборную Аргентины со счётом 1:0, команда Уругвая завоевала второй подряд Кубок Америки по футболу.
Последним спортивным событием, прошедшим на «Парке Перейра», стал очередной футбольный матч «Пеньяроль» — «Насьональ», сыгранный 2 мая 1920 года. В этот же год стадион был снесён. На его месте был сооружён легкоатлетический стадион.